# Westfield, Pennsylvania
Westfield là một thị trấn thuộc quận Tioga, tiểu bang Pennsylvania, Hoa Kỳ. Năm 2010, dân số của thị trấn này là 1064 người.